# Jednostka regionalna Beocja
Jednostka regionalna Beocja (nwgr.: Περιφερειακή ενότητα Βοιωτίας) – jednostka administracyjna Grecji w regionie Grecja Środkowa. Powołana do życia 1 stycznia 2011, liczy 106 tys. mieszkańców (2021).
W skład jednostki wchodzą gminy:
1. Liwadia,
2. Aliartos,
3. Distomo-Arachowa-Andikira,
4. Teby,
5. Orchomenos,
6. Tanagra.